# Gdański Zarząd Dróg i Zieleni
Gdański Zarząd Dróg i Zieleni – jest jednostką organizacyjną i budżetową Miasta (w latach 1992–2017 funkcjonował jako Zarząd Dróg i Zieleni w Gdańsku, w latach 1992–1997 jako zakład budżetowy). GZDiZ sprawuje funkcję zarządu dróg publicznych w granicach administracyjnych Gdańska (z wyłączeniem autostrad i dróg ekspresowych) i zarządza ruchem na tych drogach w zakresie określonym przepisami prawa. Jest także zarządcą dróg niepublicznych znajdujących się na gruntach stanowiących własność Gminy Miasta Gdańsk, posiadających wydzielony geodezyjnie pas drogowy. Działalność GZDiZ podlega nadzorowi Prezydenta Miasta Gdańska.
W zakresie zadań statutowych GZDiZ zarządza cmentarzami komunalnymi, lasami komunalnymi, parkami, placami zabaw oraz zieleńcami i zadrzewieniem miejskim. Jako jednostka budżetowa wypełniająca obowiązki publiczne w imieniu Prezydenta Miasta Gdańska GZDiZ jest także odpowiedzialny za:
- budowę i utrzymanie systemu informacji miejskiej,
- zarządzenie infrastrukturą tramwajową i autobusową,
- budowę i utrzymanie oświetlenia ulic i drogowych obiektów inżynierskich oraz terenów zieleni,
- budowę i utrzymanie iluminacji obiektów zabytkowych, budynków i pomników[3],
- opiniowanie lub uzgadnianie zamierzeń inwestorów na obiektach objętych przedmiotem działania w zakresie wskazanym  w przepisach szczególnych,
- prowadzenie ewidencji majątkowej zarządzanego mienia komunalnego.

## Kierownictwo[4]
- Mieczysław Kotłowski – dyrektor
- Anna Bobrowska – zastępca dyrektora ds. infrastruktury i remontów
- Tomasz Wawrzonek – zastępca dyrektora ds. zarządzania
- Barbara Tusk – zastępca dyrektora ds. przestrzeni publicznej

## Dyrektorzy
- Romuald Nietupski (1992–2008)[5]
- Mieczysław Kotłowski (od 2008)[6]